# Jeremy Sweet
Jeremy Adam Sweet is een Amerikaanse zanger, songwriter en componist. Hij maakt al jaren muziek voor televisie-series, films, reclames, videospellen, enzovoorts. Sweet heeft vooral veel muziek gemaakt voor televisie-series en films van Saban Entertainment.

## Televisiemuziek
- Dungeons and Dragons (1983-1985) - Componist titelnummer en incidentele achtergrondmuziek
- VR Troopers (1994-1996) - Medecomponist en medeschrijver vechtmuziek
- Sweet Valley High (1994-1998) - Componist achtergrondmuziek
- Power Rangers Zeo (1996) - Medezanger, medecomponist en medeschrijver titelnummer en vechtmuziek
- The Why Why Family (1996) - Componist
- Big Bad Beetleborgs (1996-1997) - Zanger, medecomponist en medeschrijver titelnummer
- Beetleborgs Metallix (1997-1998) - Zanger, medecomponist en medeschrijver titelnummer
- Ninja Turtles: The Next Mutation (1997-1998) - Zanger, componist en schrijver titelnummer en achtergrondmuziek
- Breaker High (1997-1998) - Zanger, componist en schrijver titelnummer en achtergrondmuziek
- Walter Melon (1998-1999) - Componist en schrijver titelnummer en achtergrondmuziek
- The Secret Files of the SpyDogs (1998-1999) - Componist titelnummer en incidentele achtergrondmuziek
- The New Addams Family (1998-1999) - (Mede)componist achtergrondmuziek
- Power Rangers in Space (1998) - (Mede)componist achtergrondmuziek
- Spider-Man Unlimited (1999-2001) - Componist titelnummer en achtergrondmuziek
- Power Rangers Lost Galaxy (1999) - Zanger, medecomponist en medeschrijver titelnummer
- The Kids From Room 402 (1999-2001) - (Mede)componist achtergrondmuziek
- NASCAR Racers (2000-2001) - Zanger, componist en schrijver titelnummer en achtergrondmuziek
- Shinzo (2000-2002) - Zanger, componist en schrijver titelnummer en achtergrondmuziek
- Power Rangers Lightspeed Rescue (2000) - Zanger, medecomponist en medeschrijver titelnummer
- Transformers: Robots in Disguise (2001-2002) - (Mede)componist achtergrondmuziek
- Power Rangers Time Force (2001) - (Mede)componist titelnummer en achtergrondmuziek
- What's with Andy (2001-2004) Componist titelnummer en achtergrondmuziek
- Power Rangers Ninja Storm (2003) - Zanger, medecomponist en medeschrijver titelnummer

## Filmmuziek
- Casper: Een geestig begin (1997) - (Mede)componist achtergrondmuziek
- Addams Family Reunion (1998) - (Mede)componist achtergrondmuziek
- Lilo & Stitch (2002) - (Mede)componist achtergrondmuziek video-release

- Bibsys: 2065475
- Bibliothèque nationale de France: cb15007165d (data)
- International Standard Name Identifier: 0000 0001 1764 8741
- Library of Congress Control Number: n2003014391
- MusicBrainz: 701bfef8-c872-41bb-a041-ae2ee190c5bd
- Nationale Bibliotheek van Israël: 987007286713505171
- Nederlandse Thesaurus van Auteursnamen: 25224494X
- LIBRIS: 255520
- Système universitaire de documentation: 074320165
- Virtual International Authority File: 56887629
- WorldCat: E39PBJgt97kvxXTVwRDYhH9CcP